# Sertulum Somalense
Sertulum Somalense (abreviado Sert. Somal.) es un libro ilustrado con descripciones botánicas que fue escrito por el botánico francés Adrien René Franchet. Fue publicado en París en el año 1882 con el nombre de Mission G. Revoil aux pays Comalis. Faune et Flore. Sertulum Somalense. 